# 吕忠梅
吕忠梅（1963年3月—），女，汉族，湖北沙市人，中华人民共和国政治人物。北京大学法律学系毕业，法学博士学位。

## 生平
1980年9月至1984年7月在北京大学法律学系法律学专业学习。
1984年7月至1993年8月任中南政法学院教师（其中1985年9月至1987年7月在武汉大学法学院环境法专业学习，获法学硕士学位）。1991年8月加入中国农工民主党。1993年8月起任中南政法学院经济法系副主任、副教授。1995年12月起任中南政法学院科研处副处长、教授。1997年12月至1999年1月任科研处处长。1999年1月至2000年8月任中南政法学院经济法系主任。2000年8月升任中南财经政法大学法学院副院长。2000年6月起任农工党湖北省委副主委。
2000年12月至2002年11月任农工党湖北省委副主委，湖北省高级人民法院副院长（1997年9月至2001年1月，在武汉大学民商法学专业学习，获法学博士学位）。2002年11月至2008年6月任农工党中央常委、社会和法制委员会主任、湖北省委副主委，湖北省高级人民法院副院长（其间：2007年5月至2008年5月，三峡总公司挂职锻炼）。2008年6月至2013年1月，任农工党中央常委、社会和法制委员会主任、湖北省委副主委，湖北经济学院院长（其中2012年9月至11月在中央党校中青一班第33期学习）。
2013年1月至2015年6月任湖北省政协副主席，农工党中央常委、社会和法制委员会主任、湖北省委副主委，湖北经济学院院长。2015年6月至2015年9月任湖北省政协副主席、农工党湖北省委员会主委、湖北经济学院院长。2015年9月任全国政协社会和法制委员会驻会副主任。
第十届、第十一届、第十二届全国人大代表。。2018年1月，当选第十三届全国政协委员。